# Ирански календар
Иранският календар или Слънчева хиджра (на персийски: تقویم هجری شمسی؛ سالنمای هجری خورشیدی) е астрономически слънчев календар, използван официално в Иран и Афганистан.
Летоизчислението се води от преселването (хиджра) на пророка Мохамед от Мека в Медина. Началото на годината е денят на пролетното равноденствие. През вековете календарът се уточнява няколко пъти, за да отговаря на административните, религиозните и климатическите изисквания. В неговата разработка взима участие големият персийски поет Омар Хайям.
Иранският календар е сред най-древните календари в света и е най-точният от използваните днес. Календарът се основава върху астрономически наблюдения, използва изчисления за определяне на пролетното равноденствие и не съдържа допускания, които да носят грешки.

## История

### Древни календари
Най-ранните свидетелства за календарната традиция в Иран са от 2 хилядолетие преди новата ера. Първият напълно запазен календар е от времето на Ахеменидите.

#### Древноперсийски календар
Предполага се, че древните иранци са използвали календар, който се е състоял от 6 сезона, като всеки от тях е бил с приблизителна продължителност от 2 лунни месеца. Годината започвала около пролетното равноденствие, имала 12 лунни месеца (всеки по 29 или 30 дни), наброявайки по този начин 354 дни. За да се компенсира разликата с тропическата година веднъж на 6 години се добавял 13-и месец.  Месеците са имали названия, свързани с разни чествания или със сезонните дейности. Календарът е модифицирана версия на лунния вавилонски календар и е отразявал влиянието на културата на Месопотамия.
В таблицата е даден списъкът на древноперсийските месеци.
| No | Староперсийски език Латиница | Еламитски език Латиница | Значение Приблизителен превод                 | Съответни вавилонски месеци Латиница | Съответни юлиански месеци |
| 1  | Ādukanaiša                   | Hadukannaš              | неясно                                        | Nīsannu                              | март – април              |
| 2  | Θūravāhara                   | Turmar                  | Вероятно „Месец на силна пролет“              | Ayyāru                               | април – май               |
| 3  | Θāigraciš                    | Sākurriziš              | „Месец за събиране на чесън“                  | Sīmannu                              | май – юни                 |
| 4  | Garmapada                    | Karmabataš              | „Гореща спирка“                               | Du'ūzu                               | юни – юли                 |
| 5  | –                            | Turnabaziš              | –                                             | Ābu                                  | юли – август              |
| 6  | –                            | Karbašiyaš              | –                                             | Ulūlū                                | август – септември        |
| 7  | Bāgayādiš                    | Bakeyatiš               | „Месец на поклонение на бог (възможно Митра)“ | Tašrītu                              | септември – октомври      |
| 8  | * Vrkazana                   | Markašanaš              | „Месец на убиване на вълци“                   | Arahsamna                            | октомври – ноември        |
| 9  | Āçiyādiya                    | Hašiyatiš               | „Месец на поклонение на огъня“                | Kisilīmu                             | ноември – декември        |
| 10 | Anāmaka                      | Hanamakaš               | „Месец на неизвестен бог (?)“                 | Tebētu                               | декември – януари         |
| 11 | *Θwayauvā                    | Samiyamaš               | „Страшният месец“                             | Šabāţu                               | януари – февруари         |
| 12 | Viyax(a)na                   | Miyakannaš              | „Месец на копаене“                            | Addāru                               | февруари – март           |

#### Зороастрийски календар
През V век пр.н.е. администрацията на Ахеменидите (648—330 пр.н.е.) въвежда нов тип календар по подобие на древноегипетския – слънчев, с 12 месеца по 30 дни, наричани с имената на почитаните зороастрийски язати.  Всеки месец се дели на четири интервала, подобни на седмици. Дните на месеца също носят имената на зороастрийските божества. През дните, чието име съвпада с това на месеца, провеждат се чествания на божеството.
| No | Авестийско име на язата (в род.пад.) | Значение               | Средноперсийско название | Современно персийско название | Современно персийско название | Современно персийско название |
| No | Латиница                             | Приблизителен превод   | Латиница                 | На персийски                  | Латиница                      |                               |
| 1  | Frawašinąm                           | Духовни пазачи         | Frawardīn                | فروردین                       | Farvardīn                     |                               |
| 2  | Ašahe Vahištahe                      | Справедливост и истина | Ardwahišt                | اردیبهشت                      | Ordībehešt                    |                               |
| 3  | Haurvatātō                           | Цялост                 | Xordād                   | خرداد                         | Xordād                        |                               |
| 4  | Tištryehe                            | Сириус                 | Tīr                      | تیر                           | Tīr                           |                               |
| 5  | Amərətatātō                          | Безсмъртие             | Amurdād                  | مرداد                         | Mordād                        |                               |
| 6  | Xšaθrahe Wairyehe                    | Желана власт           | Šahrewar                 | شهریور                        | Šahrīvar                      |                               |
| 7  | Miθrahe                              | Договор                | Mihr                     | مهر                           | Mehr                          |                               |
| 8  | Apąm                                 | Вода                   | Ābān                     | آبان                          | Ābān                          |                               |
| 9  | Āθrō                                 | Огън                   | Ādur                     | آذر                           | Āzar                          |                               |
| 10 | Daθušō                               | Творецът               | Day                      | دی                            | Dey                           |                               |
| 11 | Waŋhə̄uš Manaŋhō                      | Блага мисъл            | Wahman                   | بهمن                          | Bahman                        |                               |
| 12 | Spəntayā̊ Ārmatōiš                    | Свято благочестие      | Spandarmad               | اسفند                         | Esfand                        |                               |

Календарът има голямо значение за спазване на религиозните обреди. Той определя пантеона на основните божества и осигурява честото споменаване на техните имена.
След завоюването на Персия от Александър Македонски и неговата смърт започва царуването на династията на Селевкидите (330—150 пр.н.е.). Те въвеждат гръцката традиция летоизчислението да се води на ери, с които се отбелязва началото на царските династии. Така започва ерата на Александър, която по-късно става известна като ерата на Селевкидите. Зороастрийските жреци губят своето влияние, тъй като новите владетели изповядват друга религия. Затова, макар да приемат летоизчислението на ери, жреците въвеждат своето начало – ерата на Зороастър. Предполага се, че това е първият опит да се определят датите, свързани с живота на Зороастър. Понеже не разполагат с исторически източници, жреците се обръщат към вавилонските архиви, известни из целия древен свят. От там те научават, че 228 години преди ерата на Алексанъдр в Персия се е случило велико събитие. В действителност това събитие е завоюването на Вавилон от Кир Велики през 539 пр.н.е., но жреците го интерпретират като годината на откровението на техния пророк. От друга страна, според светата книга Авеста Зороастър получава божието откровение, когато е на 30 години. Оттук жреците определят годината на неговото раждане – 568 пр.н.е.. Тя навлиза в летописите като началото на ерата на Зороастър, макар да е всъщност на Персийската империя. Тази дата погрешно се споменава в някои енциклопедии като година на раждането на Зороастър.

#### Календари на Аршакидите и Сасанидите
Партската династия (Аршакидите) (248 пр.н.е. – 224 н.е.) въвежда малки промени в календарната система на Селевкидите. При тях новата ера започва от 248 пр.н.е. – годината, през която Аршакидите сменят Селевкидите, а наименованията на месеците и дните са партски еквиваленти на авестийските названия. Тези наименования малко се различават от използваните по-късно от Сасанидите (224 – 650) средноперсийски названия. Така например съвременният ирански месец „дей“ се нарича „дадвах“ (творец) при Ахеменидите, при Аршакидите той е „датуш“, а при Сасанидите е „дадв/дай“.
През 224 г. Ардашир I, основателят на Сасанидската династия, добавя 5 дни към края на годината и ги нарича „гата“ в чест на древни зороастрийски химни със същото название. С този акт на практика се приема 365-дневен календар, в основата на който е египетският слънчев календар. Египетската система бе известна на иранците от няколко столетия, макар да не бе използвана от тях. Новата система предизвиква объркване и среща съпротива. За да не се пропуснат светите дати, обредите се извършват в продължение на няколко дни. И в наше дни някои зороастрийски празненства имат две дати.
За да се синхронизира с тропическата година, чиято продължителност е 365,2422 дни, веднъж на 120 години (според други данни, всеки 116 години) се добавя 30-дневен месец. Този календар става първоизточник на современния ирански календар и в него са запазени зороастрийските наименования на месеците. Последният персийски цар от династията на Сасанидите Яздегерд III завършва реформата на календара, като избира 643 г. за началото на новата ера. Този календар получава името „Яздегерди“.

### Средновековни календари
След победата на арабите над Сасанидската династия мюсюлманските владетели въвеждат ислямския календар, при който летоизчислението започва от хиджрата на пророка Мохамед, а годината се състои от 12 лунни месеца. Календарът днес е официален в много ислямски страни, а в Иран се използва за отбелязване на религиозни събития. Той е лунен и при него се губи съответствието между месеците на годината и природните сезони. Това води до разминаването на календара със селскостопанските дейности, при което събирането на данъците почва да изпреварва събирането на реколтата. Административните трудности стават причина за паралелното използване на друг календар, подобен на сасанидския.

#### Календар на Джалали
През 1079 г. селджукският султан Джалал ад-Дин Малик Шах официално въвежда слънчев календар, разработен в обсерваторията на неговата столица Исфахан от Омар Хайям и други астрономи. Основната цел на календара е по-прецизното свързване на началото на годината с пролетното равноденствие. За пролетно равноденствие се приема моментът на навлизането на слънцето в съзвездие Овен. Според него 1 фарвардин на 468 г. по Слънчевата хиджра, когато се приема календарът, съответства на 9 рамадан 417 г. по лунната хиджра и на 19 фарвардин 448 г. по Яздегерди (15 март 1079). Новият календар получава названието Джалали в чест на Малик Шах. Продължителността на всеки месец се изчислява според навлизането на слънцето в съответното зодиакално съзвездие и е между 29 и 32 дни. Продължителността на даден месец може да се различава с по 1 ден през различните години. Названията на месеците съответстват на арабските наименования на зодиите. В този си вид календарът следва сезоните, броят на дните на всеки месец се определя от астрономически наблюдения с голяма прецизност и се избягва необходимостта от периодичното включване на допълнителна година. Поддържането на календара обаче е много трудоемко и след смъртта на Малик Шах през 1092 г. те практически спират. При разработването на този календар Хайям изчислява с голяма прецизност продължителността на 1079 г. равна на 365,24219858156 дни  (в действителност е 365.2422464 дни). Освен това астрономите, отговорни за календара, установяват правилото за последователността на обикновени и високосна година. Според него по време на всеки 33-годишен цикъл се добавят 8 дни. Схемата е следната: 7 пъти на всеки 4 години се добавя по 1 ден (т.е. на всеки 4 години има 1 високосна година), а последният 8-и ден на цикъла се добавя след 5 години.

#### 12-годишен животински цикъл
Нахлуването на монголските завоевателите на иранските територии през XIII век е съпроводено със засилено влияние на китайско-уйгурската култура. По отношение на календарната систем иранците никога не възприемат изцяло техния 12-годишен цикъл с години, наречени на животни. Той постепенно се адаптира към съществуващите лунни и слънчеви календарни системи, използвани дотогава, като в определени случаи някои години изцяло изпадат от 12-годишния цикъл.

### Реформи през XX век

#### Иран
През 1911 г. при управлението на Каджарите (конституционна монархия) парламентът официално въвежда държавен календар, основан на Джалали, с 12-годишен цикъл с имена на животни и с названия на месеци според зодиакалните знаци. Този календар се използва до 1925 г., когато на власт идва Реза Пахлави, основателят на последната шахска династия в Иран. На 31 март 1925 г. иранският парламент приема нов календар, наречен „Слънчева хиджра“. При него летоизчислението започва от 622 г. – хиджрата на Мохамед от Мека в Медина, първият ден на годината съвпада с първия ден на пролетта според слънчевата година, премахва се 12-годишният цикъл с животинските имена и се възстановяват древните зороастрийски названия на месеците.
По същество календарът е опростен вариант на Джалали. Първите 6 месеца съдържат 31 дни, следващите 5 мес. – 30 дни, а последният месец има 29 дни (или 30 през високосните години). По-голямата продължителност на първото полугодие е свързана с по-дългия период между пролетното и есенното равноденствие. Включването на високосните години следва 33-годишния цикъл, но той понякога става 29- или 37-годишен.
През 1976 г. Мохамед Реза Пахлави променя началото на летоизчислението и вместо хиджра на Мохамед то става предполагаемата година на качването на престола на Кир Велики (559 г. пр.н.е.) Новата ера се казва шахиншахи (перс. شاهنشاهی‎) (царска), а 21 март 1976 г. става първият ден на 2535 г. от тази ера. Ислямските свещеници се противопоставят на нововъведението, а обществото го игнорира. През 1978 г. шахът е принуден да върне ерата на хиджра.
След иранската революция през 1979 г. ислямското религиозното ръководство на страната премахва всичко, свързано с династията Пахлави, но не променя календара и запазва древните зороастрийски названия на месеците.

#### Афганистан
През 1922 г. по примера на Иран в съседния Афганистан, където дотогава официално се използва само лунната хиджра, се въвежда иранският слънчев календар със зодиакалните имена на месеците. На езика дари те, както и в Иран преди реформата от 1925 г., се наричат с арабските названия, а на езика пущу тези названия се превеждат буквално. Отначало подобно на календара Джалали броят на дните в месеците варира в зависимост от движението на слънцето по зодиака (от 29 до 32). През 1957 г. се приема иранската система с постоянния брой дни в месеците, като названията на месеците се запазват.

### Съвременен ирански календар
Летоизчислението се води от преселването (хиджра) на пророка Мохамед от Мека в Медина. Първите 6 месеца съдържат 31 дни, следващите 5 мес. – 30 дни, а последният (дванадесети) месец има 29 дни. През високосните години последният месец има 30 дни. Високосните години са веднъж на четири и понякога на пет години. Новата година започва при настъпването на пролетното равноденствие в северното полукълбо и се отбелязва с празника Норуз. Първият ден на новата година, 1-ви фарвардин, се определя по следния начин:
- Ако пролетното равноденствие настъпва след пладне на 365-ия ден и преди пладне на 366-ия ден, тогава 1-ви фарвардин започва в 0 часа на 366-ия ден. Старата година в този случай е редовна.
- Ако пролетното равноденствие настъпва след пладне на 366-ия ден, тогава 367-ият ден се смята за първия ден на новата година, а старата година е високосна.[5]

#### Имена на месеците
|     | Брой дни | Персийски език (Иран) | Персийски език (Иран) | Персийски език (Иран) | Дари (Афганистан)    | Дари (Афганистан) | Пущу (Афганистан)    | Пущу (Афганистан) | Съответствие в Григорианския календар (за невисокосна година) | Зодия    |
| МФА | Брой дни | Оригинално изписване  | Кирилица              | МФА                   | Оригинално изписване | МФА               | Оригинално изписване |                   | Съответствие в Григорианския календар (за невисокосна година) | Зодия    |
| 1   | 31       | færværdin             | فروردین               | Фарвардин             | hamal                | حمل               | wrai                 | ورى               | 21 март – 20 април                                            | Овен     |
| 2   | 31       | ordiːbeheʃt           | اردیبهشت              | Ордибехещ             | sawr                 | ثور               | ɣwajai               | غویى              | 21 април – 21 май                                             | Телец    |
| 3   | 31       | xordɒːd               | خرداد                 | Хордад                | dʒawzɒ               | جوزا              | ɣbarɡolai            | غبرګولى           | 22 май – 21 юни                                               | Близнаци |
| 4   | 31       | tiːr                  | تیر                   | Тир                   | saratɒn              | سرطان             | t͡ʃunɡɑʂ              | چنګاښ             | 22 юни – 22 юли                                               | Рак      |
| 5   | 31       | mordɒːd               | مرداد                 | Мордад                | asad                 | اسد               | zmarai               | زمرى              | 23 юли – 22 август                                            | Лъв      |
| 6   | 31       | ʃæhriːvær             | شهریور                | Шахривар              | sonbola              | سنبله             | waʐai                | وږى               | 23 август – 22 септември                                      | Дева     |
| 7   | 30       | mehr                  | مهر                   | Мехр                  | mizɒn                | میزان             | təla                 | تله               | 23 септември – 22 октомври                                    | Везни    |
| 8   | 30       | ɒːbɒn                 | آبان                  | Абан                  | 'aqrab               | عقرب              | laɻam                | لړم               | 23 октомври – 21 ноември                                      | Скорпион |
| 9   | 30       | ɒːzær                 | آذر                   | Азар                  | qaws                 | قوس               | lindəi               | لیندۍ             | 22 ноември – 21 декември                                      | Стрелец  |
| 10  | 30       | dej                   | دی                    | Дей                   | dʒadi                | جدی               | marɣumai             | مرغومى            | 22 декември – 20 януари                                       | Козирог  |
| 11  | 30       | bæhmæn                | بهمن                  | Бахман                | dalvæ                | دلو               | salwɑɣə              | سلواغه            | 21 януари – 19 февруари                                       | Водолей  |
| 12  | 29/30    | esfænd                | اسفند                 | Есфанд                | hut                  | حوت               | kab                  | كب                | 20 февруари – 20 март                                         | Риби     |

В Афганистан имената на месеците и на двата езика (дари и пущу) са преведени от арабските названия на зодии. В Иран месеците носят имената на зороастрийските язати.

#### Имена на сезоните
Годината се дели на 4 сезона, всеки с 3 месеца.
- Пролет – Бахар (на персийски: بهار [bæhɒr], на пущунски: پسرلی [psar'lai]): фарвардин, ордибехещ, хордад
- Лято – Табестан (на персийски: تابستان [tɒbestɒn], на пущунски: دوبی ['dobai]): тир, мордад, шахривар
- Есен – Паиз (на персийски: پایز [pɒjiz], на пущунски: منی ['mənai]): мехр, абан, азар
- Зима – Земестан (на персийски: زمستان [zemestɒn], на пущунски: ژمی ['ʒəmai]): дей, бахман, есфанд

#### Имена на дните на седмицата
Седмицата на иранския календар започва в събота и свършва в петък, който е официален почивен ден.
- Събота – Шанбе (на персийски: شنبه)
- Неделя – Йекшанбе (на персийски: یکشنبه)
- Понеделник – Дошанбе (на персийски: دوشنبه)
- Вторник – Сешанбе (на персийски: سه شنبه)
- Сряда – Чахаршанбе (на персийски: چهارشنبه)
- Четвъртък – Панджшанбе (на персийски: پنجشنبه)
- Петък – Джоме (на персийски: جمعه) или Адине (на персийски: آدینه)

Названията на дните от неделя до четвъртък се образуват чрез добавяне на бройни числа към името на събота (шанбе), така че преведено буквално се получава: неделя – „една-събота“, понеделник – „две-събота“ и т.н. Названието на петъка – джоме – произлиза от арабската дума „събрание“ и отразява традицията на колективната петъчна молитва при мюсюлманите.

#### Математически алгоритъм за Слънчевата хиджра
Слънчевата хиджра не само е сред най-древните календари в света, но е и най-точният от използваните днес. Календарът се основава върху астрономически наблюдения, използва изчисления за определяне на пролетното равноденствие и не съдържа вътрешни допускания, които да носят грешки. Астрономическите наблюдения могат да се избегнат, ако вместо определянето на пролетното равноденствие се приложи математически алгоритъм за система, включваща високосни години. Този алтернативен метод е предложен от иранския математик Ахмад Бирашк, но на практика не се използва. Според алгоритъма годините се групират в малки цикли, при които след първите 4 редовни години всеки следващ 4-годишен период завършва с високосна година. Тези цикли, които съдържат 29, 33 или 37 години, се групират в средни годишни цикли с по 128 години (съставени от 29, 33, 33 и 33-годишни цикли) или 132 години (съставени от 29, 33, 33 и 37-годишни цикли). Големият цикъл от 2820 години се образува от 21 последователни 128-годишни цикли и завършващ 132-годишен цикъл. За началото на схемата за редуването на редовните и високосните години е взета 1925 г. и тя няма да се повтори до 4745 г.
Всеки 2820-годишен цикъл съдържа 2137 редовни години с 365 дни и 683 високосни години с 366 дни, при което средната продължителност на годината на големия цикъл е 365,24219852 дни. Това е толкова близко до продължителността на тропическата година (365,24219878 дни), че грешката от 1 ден се натрупва след като минат 3,8 милиона години. 

### Слънчева хиджра и Григориански календар
Годината на Слънчевата хиджра започва около 21 март по григорианския календар и свършва около 20 март на следващата година. За да се превърне иранската година в еквивалентната григорианска година, трябва да се прибавят 621 години, когато периодът е между 21 март и 31 декември, или 622 години, когато периодът е между 1 януари и 20 март.
В таблицата е дадено съответствие между Слънчевата хиджра и Григорианския календар. Високосните години на Слънчевата хиджра са означени със звездичка (*).
| 33-годишен цикъл | Слънчева хиджра | Григорианска година         | Слънчева хиджра | Григорианска година         |
| ---------------- | --------------- | --------------------------- | --------------- | --------------------------- |
| 1                | 1354*           | 21 март 1975 – 20 март 1976 | 1387*           | 20 март 2008 – 20 март 2009 |
| 2                | 1355            | 21 март 1976 – 20 март 1977 | 1388            | 21 март 2009 – 20 март 2010 |
| 3                | 1356            | 21 март 1977 – 20 март 1978 | 1389            | 21 март 2010 – 20 март 2011 |
| 4                | 1357            | 21 март 1978 – 20 март 1979 | 1390            | 21 март 2011 – 19 март 2012 |
| 5                | 1358*           | 21 март 1979 – 20 март 1980 | 1391*           | 20 март 2012 – 20 март 2013 |
| 6                | 1359            | 21 март 1980 – 20 март 1981 | 1392            | 21 март 2013 – 20 март 2014 |
| 7                | 1360            | 21 март 1981 – 20 март 1982 | 1393            | 21 март 2014 – 20 март 2015 |
| 8                | 1361            | 21 март 1982 – 20 март 1983 | 1394            | 21 март 2015 – 19 март 2016 |
| 9                | 1362*           | 21 март 1983 – 20 март 1984 | 1395*           | 20 март 2016 – 20 март 2017 |
| 10               | 1363            | 21 март 1984 – 20 март 1985 | 1396            | 21 март 2017 – 20 март 2018 |
| 11               | 1364            | 21 март 1985 – 20 март 1986 | 1397            | 21 март 2018 – 20 март 2019 |
| 12               | 1365            | 21 март 1986 – 20 март 1987 | 1398            | 21 март 2019 – 19 март 2020 |
| 13               | 1366*           | 21 март 1987 – 20 март 1988 | 1399*           | 20 март 2020 – 20 март 2021 |
| 14               | 1367            | 21 март 1988 – 20 март 1989 | 1400            | 21 март 2021 – 20 март 2022 |
| 15               | 1368            | 21 март 1989 – 20 март 1990 | 1401            | 21 март 2022 – 20 март 2023 |
| 16               | 1369            | 21 март 1990 – 20 март 1991 | 1402            | 21 март 2023 – 19 март 2024 |
| 17               | 1370*           | 21 март 1991 – 20 март 1992 | 1403*           | 20 март 2024 – 20 март 2025 |
| 18               | 1371            | 21 март 1992 – 20 март 1993 | 1404            | 21 март 2025 – 20 март 2026 |
| 19               | 1372            | 21 март 1993 – 20 март 1994 | 1405            | 21 март 2026 – 20 март 2027 |
| 20               | 1373            | 21 март 1994 – 20 март 1995 | 1406            | 21 март 2027 – 19 март 2028 |
| 21               | 1374            | 21 март 1995 – 19 март 1996 | 1407            | 20 март 2028 – 19 март 2029 |
| 22               | 1375*           | 20 март 1996 – 20 март 1997 | 1408*           | 20 март 2029 – 20 март 2030 |
| 23               | 1376            | 21 март 1997 – 20 март 1998 | 1409            | 21 март 2030 – 20 март 2031 |
| 24               | 1377            | 21 март 1998 – 20 март 1999 | 1410            | 21 март 2031 – 19 март 2032 |
| 25               | 1378            | 21 март 1999 – 19 март 2000 | 1411            | 20 март 2032 – 19 март 2033 |
| 26               | 1379*           | 20 март 2000 – 20 март 2001 | 1412*           | 20 март 2033 – 20 март 2034 |
| 27               | 1380            | 21 март 2001 – 20 март 2002 | 1413            | 21 март 2034 – 20 март 2035 |
| 28               | 1381            | 21 март 2002 – 20 март 2003 | 1414            | 21 март 2035 – 19 март 2036 |
| 29               | 1382            | 21 март 2003 – 19 март 2004 | 1415            | 20 март 2036 – 19 март 2037 |
| 30               | 1383*           | 20 март 2004 – 20 март 2005 | 1416*           | 20 март 2037 – 20 март 2038 |
| 31               | 1384            | 21 март 2005 – 20 март 2006 | 1417            | 21 март 2038 – 20 март 2039 |
| 32               | 1385            | 21 март 2006 – 20 март 2007 | 1418            | 21 март 2039 – 19 март 2040 |
| 33               | 1386            | 21 март 2007 – 19 март 2008 | 1419            | 20 март 2040 – 19 март 2041 |